# 乙醯輔酶A羧化酶
乙醯輔酶A羧化酶（英語：Acetyl-CoA carboxylase）是一種生物素依賴的酵素，專門催化生物體內由乙醯輔酶A轉變成丙二醯輔酶A的化學反應。
這種酵素可分為3個不同區域，分別是生物素載體蛋白（biotin carrier protein）、生物素羧化酶（biotin carboxylase）以及轉羧酶（transcarboxylase）。對細菌來說，這3個區域分別是3個次單位；對動物來說則相連在同一多肽上；而植物細胞則同時擁有兩種。
乙醯輔酶A在此酵素的催化之下，會經過兩個步驟的反應，首先生物素載體蛋白上的生物素臂，會經由生物素羧化酶的催化，並消耗ATP，而與二氧化碳（HCO3−，溶於水後的狀態）結合；接著二氧化碳又在轉羧酶催化下與乙醯輔酶A，形成丙二醯輔酶A，並脫離乙醯輔酶A羧化酶。

## 反应机理

反应原理

## 结构
- 大肠杆菌乙酰辅酶A羧化酶生物素羧化酶卡通图例
- 大肠杆菌乙酰辅酶A羧化酶生物素羧基载体蛋白
- 大肠杆菌乙酰辅酶A羧化酶羧基转移酶亚基